# شاپرکان پردار دروغین

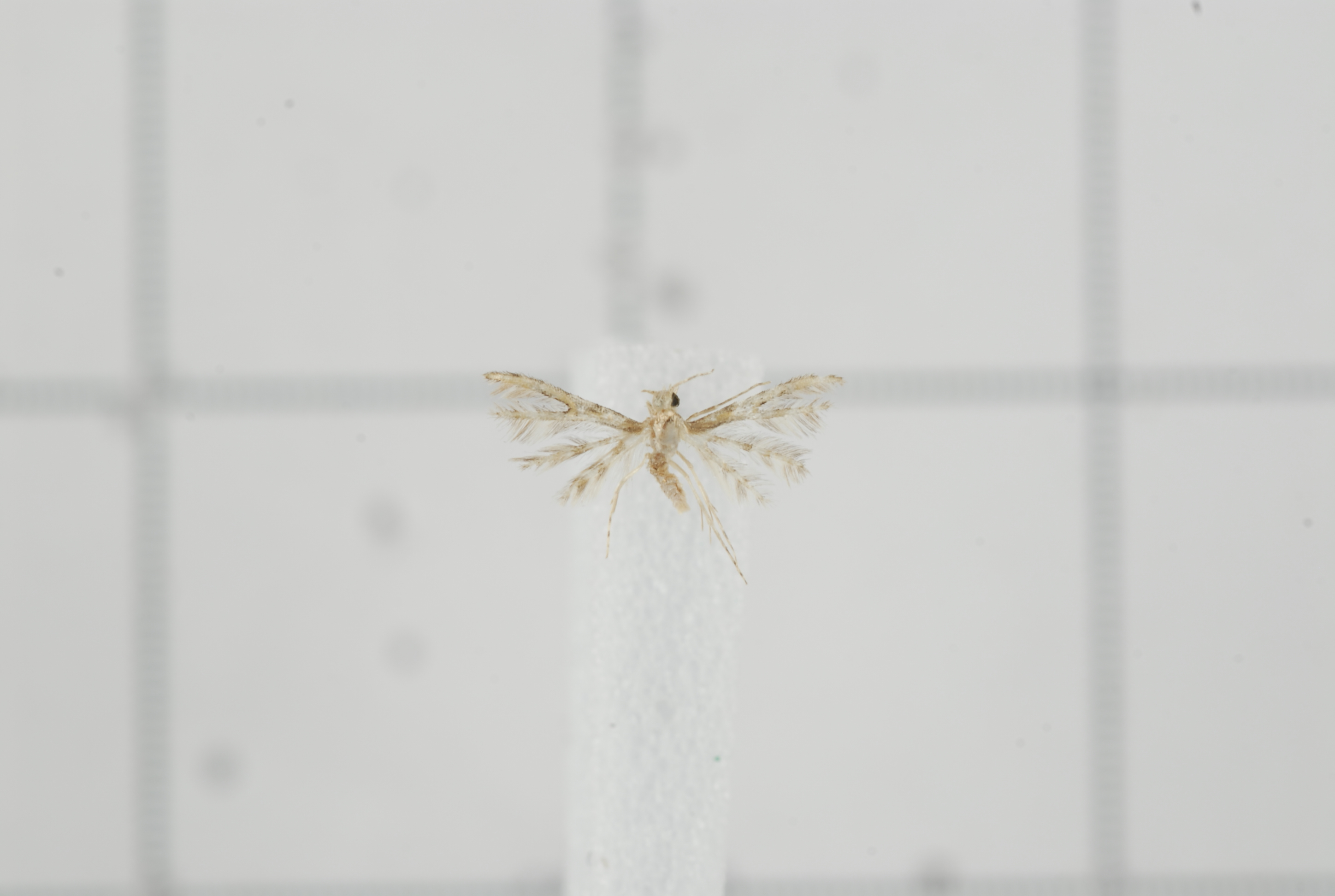
شاپرکان پردار دروغین

شاپرکان پردار دروغین (نام علمی: Tineodidae) نام یک تیره از راسته پروانه‌سانان است.